# Wolfgang Harich

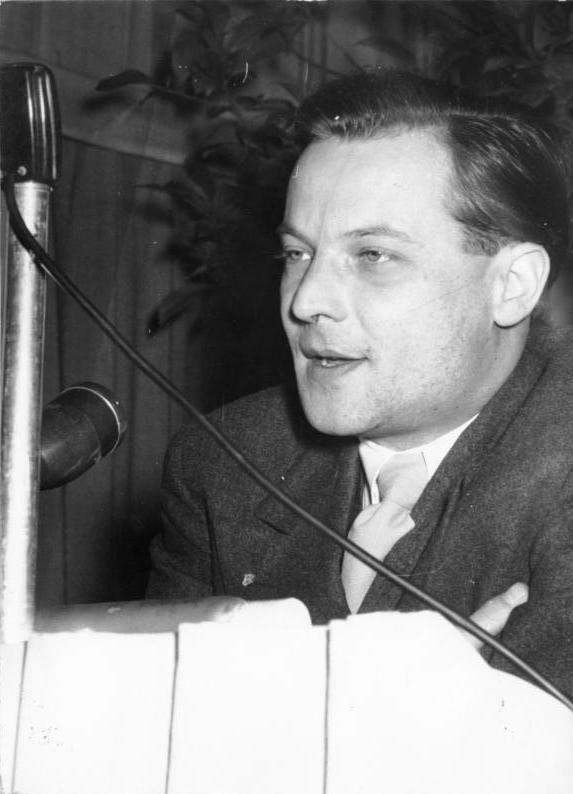
Wolfgang Harich, 1956

Wolfgang Harich (* 9. Dezember 1923 in Königsberg i. Pr.; † 15. März 1995 in Berlin) war ein deutscher Philosoph, Journalist und einer der bedeutendsten und widersprüchlichsten marxistischen Intellektuellen der Deutschen Demokratischen Republik (DDR).

## Leben und Werk

### 1927 bis 1945
Wolfgang Harich war der Sohn des Literaturhistorikers und Schriftstellers Walther Harich (1888–1931) und von Anne-Lise, geborene Wyneken (1898–1975). Sein Großvater väterlicherseits Ernst Harich war Herausgeber der Allensteiner Zeitung, sein Großvater mütterlicherseits Alexander Wyneken Herausgeber der Königsberger Allgemeine Zeitung. Harich wuchs in Neuruppin, später im Berliner Bezirk Wilmersdorf auf. Neben seinem Gymnasialbesuch war er an der Friedrich-Wilhelms-Universität zu Berlin häufig Gasthörer philosophischer Vorlesungen, so bei Nicolai Hartmann und Eduard Spranger.
1942 wurde Harich zum Kriegsdienst einberufen. Nach längeren Lazarett-Aufenthalten und einer zwischenzeitlichen Bestrafung wegen unerlaubter Entfernung von der Truppe desertierte er 1944 und konnte sich in Berlin bis zum Kriegsende verstecken. In der Illegalität hatte Harich Verbindung zur kommunistischen Widerstandsgruppe „Ernst“ aufgenommen.

### 1945 bis 1957
Anfang Mai 1945 wurde Harich von Wolfgang Leonhard im Auftrag der Gruppe Ulbricht mit der Organisation der Kulturarbeit in Wilmersdorf und anderen Stadtteilen der späteren Westsektoren Berlins betraut. Die Vorbereitung der Gründung des Kulturbunds zur demokratischen Erneuerung Deutschlands ergab eine enge Zusammenarbeit mit Johannes R. Becher und anderen aus der Emigration zurückkehrenden Kulturschaffenden. Im Februar 1946 wurde er Mitglied der Kommunistischen Partei Deutschlands (KPD) und nach deren Zwangsvereinigung mit der SPD im April 1946 Mitglied der Sozialistischen Einheitspartei Deutschlands (SED).
Wolfgang Harich arbeitete als Literatur- und Theaterkritiker zunächst beim französisch lizenzierten Kurier und später – als seine Arbeitsmöglichkeiten in den Westsektoren behindert wurden – bei der Täglichen Rundschau, der Tageszeitung der Sowjetischen Militäradministration in Deutschland. Er war befreundet mit den Schauspielern Paul Wegener und Viktor de Kowa sowie dem Theaterkritiker Friedrich Luft.
Ab 1948 hielt Harich an der Berliner Universität Vorlesungen in Marxistischer Philosophie. Nach kurzem Aufenthalt in einer psychiatrischen Klinik in Thüringen wurde er 1951 nach Vorlage einer Dissertation über Johann Gottfried Herder promoviert und als Professor an die Philosophische Fakultät der Humboldt-Universität zu Berlin berufen, wo er als exzellenter Hochschullehrer galt. Zusammen mit Ernst Bloch gab er ab 1953 die Deutsche Zeitung für Philosophie heraus. Nach dem Aufstand vom 17. Juni 1953 kritisierte Harich offen die dogmatische Kultur- und Medienpolitik der Partei. Er musste die Universität verlassen und wurde 1954 Cheflektor des von Walter Janka geführten Aufbau Verlags.

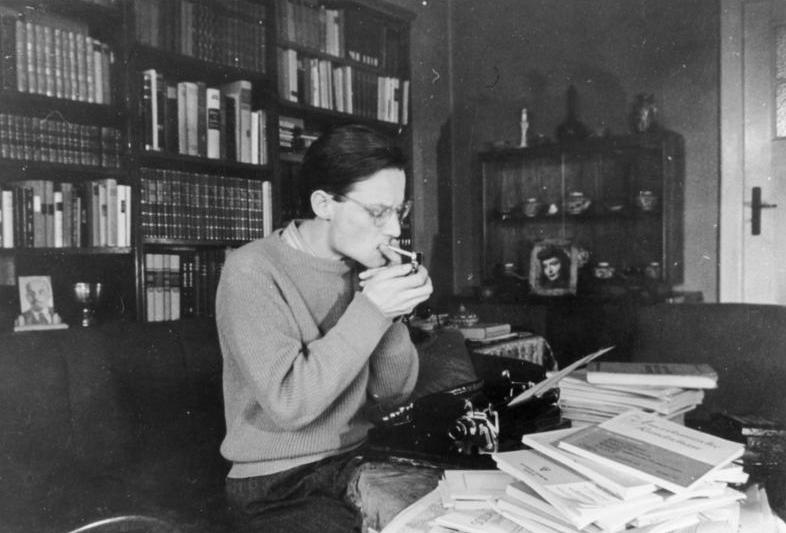
Wolfgang Harich, 1947

Dort entstand nach dem XX. Parteitag der KPdSU, dem ersten Parteitag nach dem Tod Josef Stalins, und beeinflusst durch Georg Lukács und Ernst Bloch der „Kreis der Gleichgesinnten“ (siehe: Gruppe Harich), eine informelle Gruppe marxistischer Intellektueller, die parteiintern Reformen forderte. Harich wurde beauftragt, die Diskussionsergebnisse als „Plattform für den besonderen deutschen Weg zum Sozialismus“ zusammenzufassen. Ein Exemplar der Plattform, in der die Entmachtung des Generalsekretärs des Zentralkomitees der SED Walter Ulbricht und die deutsche Wiedervereinigung als neutraler, entmilitarisierter Staat gefordert wurde, übergab er dem sowjetischen Botschafter in Berlin. Er informierte auch – wohl ohne Abstimmung mit den anderen Beteiligten – den bundesdeutschen Verleger Rudolf Augstein und Mitarbeiter des Ostbüros der SPD vom Inhalt der Plattform. Unmittelbar darauf – am 29. November 1956 – wurde Harich verhaftet. Der Spiegel veröffentlichte im Dezember 1956 eine zehnseitige Titelgeschichte, in der die Zeitschrift die unkonventionelle Biografie und Karriere des Parteifunktionärs bekannt machte.
Unter dem Eindruck des Ungarischen Volksaufstands und dessen Niederschlagung durch sowjetische Truppen statuierte die SED-Führung ein Exempel. In einem Schauprozess wurde Harich im März 1957 wegen „Bildung einer konspirativen staatsfeindlichen Gruppe“ zu zehn Jahren Zuchthaus verurteilt. Mit ihm sowie in einem weiteren Prozess erhielten auch Bernhard Steinberger und Manfred Hertwig sowie Walter Janka, Gustav Just, Richard Wolf und Heinz Zöger mehrjährige Zuchthausstrafen.
Unter dem Druck einer angedrohten Todesstrafe kooperierte Harich in denunziatorischer Weise gegenüber ehemaligen Mitstreitern mit den Untersuchungs- und Justizorganen.
In seinem Schlusswort erklärte er:

„Mir ist es klar, dass der Staatssicherheit zu danken ist, dass sie also unseren Staat vor größerem Schaden bewahrt hat […] Ich wäre nämlich nicht mehr aufzuhalten gewesen. Ich war wie so ein durchgebranntes Pferd, das man nicht mehr durch Zurufe aufhält. Mit diesen Ideen im Kopf bin ich eben durchgegangen, und wenn sie mich nicht festgenommen hätten, dann wäre ich heute nicht reif für die zehn Jahre, die der Herr Generalstaatsanwalt beantragt hat, sondern für den Galgen. Und deshalb […] sage ich der Staatssicherheit also dafür meinen Dank.“

Fritz J. Raddatz, zu jener Zeit Lektor beim Ost-Berliner Verlag Volk und Welt, rechnete, nachdem er Kenntnis über seine Stasi-Unterlagen erhalten hatte, scharf mit seinem früheren intellektuellen Weggenossen Harich ab, bezeichnete ihn als „Verräter“ und „Metzelzunge“.

### 1964 bis 1995
Durch eine Amnestie wurde Wolfgang Harich Ende 1964 aus der Haft entlassen und dem Akademie-Verlag Berlin zugeordnet. Als freier Mitarbeiter bearbeitete er die große Ludwig-Feuerbach-Ausgabe des Verlages, auch arbeitete er an der Fertigstellung und Herausgabe seines Buches über Jean Paul. Ab den 1970er Jahren beschäftigte er sich verstärkt mit ökologischen Problemen, stieß mit den in seinem Buch Kommunismus ohne Wachstum geäußerten Auffassungen („Ökodiktatur“) aber in der Linken in Ost und auch in West auf massive Kritik. Er wurde als „Ökostalinist“ bezeichnet.
Harich vertrat unangepasste Positionen, so mit seiner Kritik an Heiner Müllers Macbeth-Bearbeitung oder seinen kritischen Beiträgen zur vorsichtigen Nietzsche-Rezeption in der DDR. Er lehnte dessen Aufnahme in den Literaturkanon der DDR ab. 1994 wurde der Inhalt eines Briefes von Harich an Ministerpräsident Willi Stoph bekannt, in dem er Nietzsche als die „reaktionärste, menschenfeindlichste Erscheinung, die es in der gesamten Entwicklung der Weltkultur von der Antike bis zur Gegenwart gegeben hat“, charakterisierte. Harich stellte für die Bundesrepublik einen Ausreiseantrag, der von den Behörden abgelehnt wurde. Stattdessen erhielt er ein Dauervisum, mit dem er jederzeit die DDR ins Ausland verlassen konnte, ohne die Staatsbürgerschaft zu verlieren. 1979 wurde Harich invalidisiert. Nach längeren Aufenthalten in Österreich und der Bundesrepublik, wo man ihm mit Interesse, aber auch mit Misstrauen begegnete, kehrte er 1981 enttäuscht in die DDR zurück. 1987 bat Harich um die Wiederaufnahme in die SED, was jedoch abgelehnt wurde.
1990 wurde Wolfgang Harich vom Obersten Gericht der DDR rehabilitiert. Die politische Wende in der DDR begrüßte er als Chance für eine öko-sozialistische Entwicklung des vereinten Deutschlands, zeigte sich jedoch von der weiteren Entwicklung enttäuscht. Zusammen mit dem Publizisten Stephan Steins erarbeitete er 1992 ein Konzept zur Rekonstitution einer gesamtdeutschen Kommunistischen Partei, er wurde Mitglied eines ZK („Zentrales Koordinationskomitee“) der KPD-Initiative.
Harich wurde Mitbegründer und Vorsitzender einer Alternativen Enquete-Kommission DDR-Geschichte. Als Erwiderung auf Jankas Buch Schwierigkeiten mit der Wahrheit und weitere Vorwürfe zu seinem Verhalten 1956/57 schrieb er 1993 Keine Schwierigkeiten mit der Wahrheit. 1994 wurde er Mitglied der SED-Nachfolgerin Partei des Demokratischen Sozialismus (PDS) und schloss sich deren linkem Flügel an.
Wolfgang Harich starb 1995 im Alter von 71 Jahren in Berlin. Beigesetzt wurde er, an der Seite seiner Eltern, im Familiengrab Harich-Hess auf dem Friedhof III der Jerusalems- und Neuen Kirche in Berlin-Kreuzberg. Dort ruhen auch seine Tante mütterlicherseits, Susanne Hess geb. Wyneken (1890–1972), und deren Gatte, der Sänger Ludwig Hess (1877–1944).

## Privates

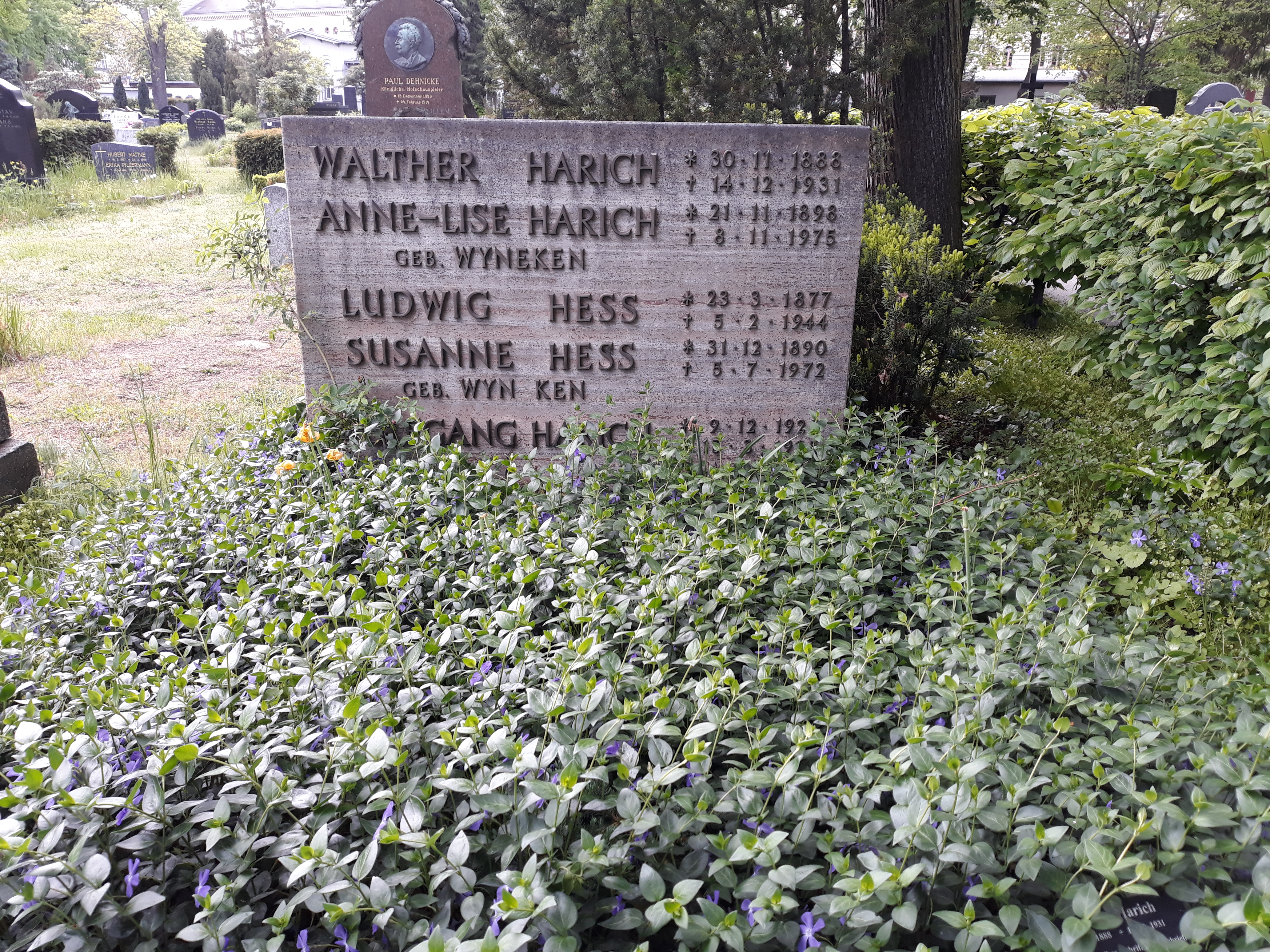
Das Grab von Wolfgang Harich im Familiengrab auf dem Friedhof III der Jerusalems und Neuen Kirche in Berlin

Wolfgang Harich war viermal verheiratet. Aus der Ehe mit Isot Kilian stammte seine Tochter Katharina Harich (1952–2016). Eine seiner langjährigen Lebensgemeinschaften war die mit Gisela May. Die Schauspielerin Kathrin Angerer ist Harichs Stieftochter aus seiner letzten Ehe mit der Krankenschwester Anne Angerer.
Die Schriftstellerin Susanne Kerckhoff und deren ältere Schwester, die Sopranistin Lili Harich (1916–1960), waren seine Halbschwestern aus der ersten Ehe seines Vaters mit der Cembalistin, Musikwissenschaftlerin und Japanologin Eta Harich-Schneider. Seine Schwester Gisela Harich, verheiratete Witkowski, wurde 1925 geboren.
Seit 1975 und bis zu seinem Tod wohnte Harich am Berliner Volkspark Friedrichshain, im Haus Friedenstraße 8.

## Schriften
- Rudolf Haym und sein Herderbuch. Beiträge zur kritischen Aneignung des literaturwissenschaftlichen Erbes. Aufbau Verlag, Ost-Berlin 1955, DNB 451832965.
- Jean Pauls Kritik des philosophischen Egoismus. Belegt durch Texte und Briefstellen Jean Pauls im Anhang. Suhrkamp Verlag, Frankfurt am Main 1968, DNB 456912630.
- Zur Kritik der revolutionären Ungeduld. Eine Abrechnung mit dem alten und dem neuen Anarchismus. Edition Etcetera, Basel 1971, DNB 740489992.
- Jean Pauls Revolutionsdichtung. Versuch einer neuen Deutung seiner heroischen Romane. Akademie-Verlag, Ost-Berlin 1974, DNB 740441604.
- Kommunismus ohne Wachstum? Babeuf und der Club of Rome. 6 Interviews mit Freimut Duve und Briefe an ihn. Rowohlt Verlag, Reinbek 1975, ISBN 3-498-02827-8.
- Keine Schwierigkeiten mit der Wahrheit. Zur nationalkommunistischen Opposition 1956 in der DDR. Dietz Verlag, Berlin 1993, ISBN 3-320-01801-9.
- Nietzsche und seine Brüder. Eine Streitschrift in sieben Dialogen. Zu dem Symposium „Bruder Nietzsche?“ der Marx-Engels-Stiftung in Wuppertal. Kiro-Verlag, Schwedt/Oder 1994, ISBN 3-929220-33-4.
- Ahnenpaß. Versuch einer Autobiographie. Schwarzkopf & Schwarzkopf Verlag, Berlin 1999, ISBN 3-89602-168-0.
- Nicolai Hartmann. Leben, Werk, Wirkung. Königshausen & Neumann, Würzburg 2000, ISBN 3-8260-1786-2.
- Nicolai Hartmann - Größe und Grenzen. Versuch einer marxistischen Selbstverständigung. Königshausen & Neumann, Würzburg 2004, ISBN 3-8260-2432-X.

Seit Herbst 2013 erscheinen die Schriften aus dem Nachlass Wolfgang Harichs, herausgegeben von Andreas Heyer, im Tectum Verlag aus Marburg bzw. Baden-Baden.
- Band 1: Frühe Schriften
  - Teilband 1: Neuaufbau im zerstörten Berlin. 2016, ISBN 978-3-8288-3820-8.
  - Teilband 2: Von der „Täglichen Rundschau“ zu Herder. 2016, ISBN 978-3-8288-3856-7.
  - Teilband 3: Der Weg zu einem modernen Marxismus. 2018, ISBN 978-3-8288-4125-3.
- Band 2: Logik, Dialektik und Erkenntnistheorie. 2014, ISBN 978-3-8288-3411-8.
- Band 3: Widerspruch und Widerstreit. Studien zu Kant. 2014, ISBN 978-3-8288-3154-4.
- Band 4: Herder und das Ende der Aufklärung. 2014, ISBN 978-3-8288-3155-1.
- Band 5: An der ideologischen Front. Hegel zwischen Feuerbach und Marx. 2013, ISBN 978-3-8288-3156-8.
- Band 6: Philosophiegeschichte und Geschichtsphilosophie
  - Teilband 1: Von der Antike bis zur deutschen Aufklärung. 2015, ISBN 978-3-8288-3628-0.
  - Teilband 2: Vom Entwicklungsgedanken der Aufklärung bis zur Gegenwartskritik. 2015, ISBN 978-3-8288-3649-5.
- Band 7: Schriften zur Anarchie. Zur Kritik der revolutionären Ungeduld und Die Baader-Meinhof-Gruppe. 2014, ISBN 978-3-8288-3464-4.
- Band 8: Ökologie, Frieden, Wachstumskritik. 2015, ISBN 978-3-8288-3591-7.
- Band 9: Georg Lukács. Dokumente einer Freundschaft. 2017, ISBN 978-3-8288-4068-3.
- Band 10: Nicolai Hartmann. Der erste Lehrer. 2018, ISBN 978-3-8288-4124-6.
- Band 11: Arnold Gehlen. Eine marxistische Anthropologie? 2019, ISBN 978-3-8288-4126-0.
- Band 12: Friedrich Nietzsche. Der Wegbereiter des Faschismus. Mit weiteren Dokumenten und Materialien. 2019, ISBN 978-3-8288-4377-6.
- Band 13: Schriften zur Kultur
  - Teilband 1: Jean Pauls Revolutionsdichtung. 2020, ISBN 978-3-8288-4455-1.
  - Teilband 2: Große Kultur, kleine Epigonen. 2021, ISBN 978-3-8288-4456-8.
- Band 14: Das grüne Jahrzehnt. 2021, ISBN 978-3-8288-4545-9.
- Band 15: Schriften zur Politik. 2021, ISBN 978-3-8288-4573-2.
- Band 16: Neuruppiner Jugendjahre. 2023, ISBN 978-3-8288-4574-9.

## Film
- Thomas Grimm: Schauprozesse – Genossen vor Gericht – rbb Fernsehen – Dokumentation, 45 min., 2014